# Campionato europeo F.I.S.A. di Subbuteo 1988
Il "3th F.I.S.A. European Championships" di Subbuteo (calcio da tavolo) venne disputato a Bruxelles, in Belgio, nel 1988.
Sono stati assegnati 2 titoli maschili:
- maschile
  - Seniores individuale
  - Juniores individuale

## Medagliere
| Pos. | Paese      | Oro | Argento | Bronzo | Totale |
| ---- | ---------- | --- | ------- | ------ | ------ |
| 1    | Belgio     | 1   | 1       | 0      | 2      |
| 2    | Italia     | 1   | 0       | 0      | 1      |
| 3    | Grecia     | 0   | 1       | 0      | 1      |
| 4    | Francia    | 0   | 0       | 1      | 1      |
| -    | Portogallo | 0   | 0       | 1      | 1      |

## Categoria seniores
| Oro     | Mario Baglietto   | Italia  |
| Argento | Dominique Demarco | Belgio  |
| Bronzo  | Christophe Fuseau | Francia |

## Categoria juniores
| Oro     | Raymond Demarco  | Belgio     |
| Argento | Kostas Sohoritis | Grecia     |
| Bronzo  | Filipe Maia      | Portogallo |